# Giờ Yekaterinburg
Giờ Yekaterinburg (YEKT) là múi giờ sớm hơn 5 tiếng so với giờ UTC (UTC+5) và 2 tiếng so với giờ Moskva (MSK+2).
Vào năm 2011, Nga chuyển sang giờ tiết kiệm ánh sáng ban ngày cả năm. Thay vì sử dụng UTC+5 vào mùa đông và UTC+6 vào mùa hè, giờ Yekaterinburg được khớp với giờ UTC+6 cho đến năm 2014 khi múi giờ này trở về với UTC+5.
Múi giờ được sử dụng tại Vùng liên bang Ural, và Bashkortostan, Orenburg và vùng Perm ở Vùng liên bang Volga.